# Phản ứng oxy hóa khử

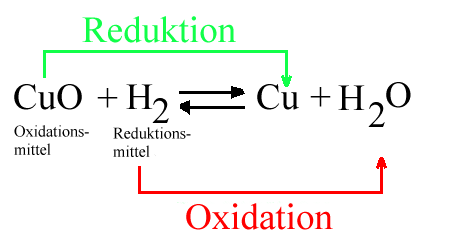
Phản ứng oxy hóa khử giữa đồng(II) oxide và khí hydro trong đó đồng(II) là chất oxy hóa (nhận electron) và hydro là chất khử (cho electron).

Phản ứng oxy hóa khử hay còn được gọi là oxy hóa hoàn nguyên trong hóa học hữu cơ là một loại phản ứng hóa học có sự thay đổi trạng thái oxy hóa hay số oxy hóa của tác chất. Sự oxy hóa là sự nhường, cho, mất đi electron hay sự tăng số oxy hóa. Ngược lại, sự khử là sự nhận electron hay giảm số oxy hóa.
Phản ứng oxy hóa khử được chia thành hai nhóm chính:
- Sự chuyển dời electron: Thông thường, chỉ có một electron di chuyển từ một phân tử, ion, hay một nguyên tử bị oxy hóa đến một phân tử, ion, hay một nguyên tử bị hoàn nguyên. Loại phản ứng này thường được nhắc đến khi nói về sự oxy hóa khử của một cặp hợp chất hay trong điện hóa học.
- Sự chuyển dời phân tử: Một phân tử di chuyển từ tác chất sang tác chất khác. Ví dụ, khi sắt bị gỉ, trạng thái oxy hóa của các phân tử sắt tăng khi sắt biến đổi thành sắt oxide, cùng lúc đó trạng thái oxy hóa của oxy giảm khi nhận được electron từ phân tử sắt. Mặc dù phản ứng oxy hóa thường gắn liền với sự tạo oxide (như sắt(II) oxide), phản ứng này vẫn có thể xảy ra với các tiểu phân (species) khác. Trong phản ứng hydro hóa (hydrogenation), nối đôi C=C bị khử hay hoàn nguyên bởi sự chuyển dời của phân tử hydro.

## Số oxy hóa
Số oxy hóa hay trạng thái oxy hóa (oxidation state) đặc trưng cho điện tích hình thức của một phân tử trong một nguyên tử (hay một ion).

## Chất oxy hóa
Chất oxy hóa lấy đi electron từ một chất khác, khi đó bản thân nó bị khử. Vì có khả năng nhận electron, chất oxy hóa còn được gọi là chất nhận electron (electron acceptor). Chất oxy hóa mạnh thường là các hợp chất có các nguyên tố ở trạng thái oxy hóa cao nhất, ví dụ như MnO−
4, CrO3, Cr
2O2−
7, OsO4, HNO3, CuO,... hoặc là các nguyên tố có độ âm điện cao như O2, F2, Cl2, Br2,... có khả năng nhận electron bằng cách oxy hóa chất khác.
Ban đầu, sự oxy hóa được gắn cho các phản ứng có sự hiện diện của oxy tạo thành một oxide. Sau này, thuật ngữ đó được mở rộng, bao hàm cả các hợp chất thực hiện phản ứng hóa học tương tự với oxy. Hiện nay, thuật ngữ được dùng chung cho các phản ứng mà có sự nhường electron hay tăng số oxy hóa của các tiểu phân. Một chất có khả năng oxy hóa một chất khác (làm cho chúng mất đi electron) thì được cho là có tính oxy hóa và được gọi là chất oxy hóa, hay tác nhân oxy hóa.

## Chất khử
Những chất có khả năng khử chất khác (cho chúng electron) được cho là có tính khử và được gọi là chất khử, hay tác nhân khử, tác nhân hoàn nguyên. Chất khử nhường electron cho một chất khác, do đó bản thân nó bị oxy hóa. Vì có khả năng nhường electron, chất khử còn được gọi là chất nhường electron (electron donor). Chất khử trong hóa học rất đa dạng. Các nguyên tố kim loại đó độ âm điện dương như lithi, natri, magnesi, sắt, kẽm, nhôm, là các chất khử tốt. Những kim loại đó nhường electron tương đối dễ dàng. 
Trong hóa học hữu cơ, các tác nhân cho hydride như NaBH4, LiAlH4, khử bằng sự chuyển dời phân tử, chúng chuyển dời một anion hydride H-. Các tác nhân đó được dùng nhiều trong các phản ứng hoàn nguyên hợp chất carbonyl thành alcohol. Một phản ứng liên quan khác là sự hoàn nguyên bằng khí hydro có xúc tác, trong đó có sự chuyển dời các phân tử hydro.
Thuật ngữ "sự khử" ban đầu được gắn cho sự giảm khối lượng khi nung nóng quặng kim loại chứa các oxide kim loại để thu được kim loại. Nói cách khác, quặng "bị khử" thành kim loại. Antoine Lavoisier đã cho thấy sự giảm đi của khối lượng là do sự mất đi oxy phân tử dưới dạng khí. Sau đó, các nhà khoa học nhận ra rằng phân tử kim loại đã nhận electron trong quá trình đó. Sau này, sự khử được mở rộng và bao hàm chung cho các quá trình có sự nhận electron.
Chất khử mạnh thường là các hợp chất có các nguyên tố ở trạng thái oxy hóa thấp nhất, như NH3, H2S, CO, S
2O2−
3, NaH,... hay hoặc là các nguyên tố có độ âm điện thấp như H2, C, các kim loại kiềm (Na, K,...) hay kiềm thổ (Ca, Mg,...),...

## Phân loại phản ứng oxy hóa khử
Phản ứng oxy hóa khử có thể được phân loại thành các phản ứng con khác như sau:
- Phản ứng kết hợp.
- Phản ứng phân hủy.
- Phản ứng cháy.
- Phản ứng thế (thế hydro, thế kim loại, thế halogen).
- Phản ứng dị giải.

Cần lưu ý rằng không phải tất cả phản ứng kết hợp hay phân hủy đều là phản ứng oxy hóa khử.